# 緬甸天主教

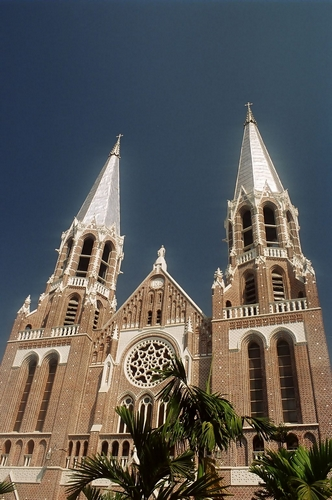
聖母主教座堂

緬甸天主教是普世天主教會的一部分，與教宗有共融關係。目前約有450,000信眾，即全國人口1%。下分三個大主教區和13個教區。
- 天主教仰光總教區
  - 天主教勃生教區
  - 天主教卑謬教區
  - 天主教毛淡棉教區
  - 天主教帕安教區
- 天主教曼德勒總教區
  - 天主教密支那教區
  - 天主教八莫教區
  - 天主教臘戍教區
  - 天主教哈卡教區
  - 天主教卡萊教區
- 天主教東枝總教區
  - 天主教景棟教區
  - 天主教壘固教區
  - 天主教貝貢教區
  - 天主教東吁教區